# Steve Nicol
Stephen „Steve” Nicol (ur. 11 grudnia 1961 w Irvine) – szkocki piłkarz i trener, grał na pozycji obrońcy. 

## Życiorys
Występował w Ayr United, Liverpool F.C., Sheffield Wednesday, Notts County, West Bromwich Albion, Doncaster Rovers, Boston Bulldogs oraz New England Revolution. 27-krotny reprezentant Szkocji i uczestnik Mistrzostw Świata 1986.